# Pachycrocuta
A Pachycrocuta az emlősök (Mammalia) osztályának ragadozók (Carnivora) rendjébe, ezen belül a hiénafélék (Hyaenidae) családjába tartozó fosszilis nem.

## Tudnivalók
A Pachycrocuta a fosszilis hiénák egyike. Ebből a nemből a legtöbbet tanulmányozott faj, a Pachycrocuta brevirostris, amelynek marmagassága elérte a 90–100 centimétert, tömege pedig a 110 kilogrammot; ez megközelíti egy nőstény oroszlán méretét. A valaha létezett legnagyobb hiénáról van szó. A nem fajai a középső pliocén és középső pleisztocén korszakok között éltek, körülbelül 3 millió és 500 ezer évvel ezelőtt. Számos lelőhelye van Eurázsiában és Afrika déli és keleti részén. A legtöbb maradvány töredékes és általában csak a koponyából áll, de a kínai Zhoukoudian mellett olyan üregre találtak, amely arra utal, hogy azt sok évig használták, ezek az ősi, óriás hiénák. Itt sok maradvány került elő.
Az állatok valószínűleg kisebb csapatokban jártak; körülbelül szarvasfélékre vagy ezekkel megegyező méretű zsákmányokra vadászhattak, de időnként, ha többen is összegyültek, ennél nagyobb állatot is elejthettek. Mint a mai hiénák, dögevők is lehettek; sőt a tudósok szerint, ezek az állatok inkább dögevésből éltek, és nem vadászatból, mivel nagy testük miatt nem voltak a leggyorsabb állatok között. A mai foltos hiéna többet vadászik, mint a kihalt rokonai. A Pachycrocuta-fajok élőhelyükről kiszorították, a náluk kisebb, szintén kihalt Pliocrocuta perrierit, amelynek életmódja megegyezett a Pachycrocuta-fajokéval. Gause versengési törvénye szerint, két egyforma életmódú állatfaj nem élhet, ugyanazon az élőhelyen; az alulmaradott faj, vagy kihal vagy új ökológiai fülkét foglal el magának.
A Pachycrocuta brevirostris mellett a nembe a következő fajok is tartoznak: Pachycrocuta robusta és Pachycrocuta pyrenaica. E két fajt kevésbé tanulmányozták. Lehet, hogy a Pachycrocuta robusta, valójában a barna hiéna európai alfaja. Egyes tudósok ebbe a nembe helyezik a Pachycrocuta bellax-ot, ennek szinonimája Hyaena bellax, amely egy kihalt óriás csíkos hiéna.

## Fordítás
- Ez a szócikk részben vagy egészben  a   Pachycrocuta című angol Wikipédia-szócikk fordításán alapul.  Az eredeti cikk szerkesztőit annak laptörténete sorolja fel. Ez a jelzés csupán a megfogalmazás eredetét és a szerzői jogokat jelzi, nem szolgál a cikkben szereplő információk forrásmegjelöléseként.